# Abraham de Rostov

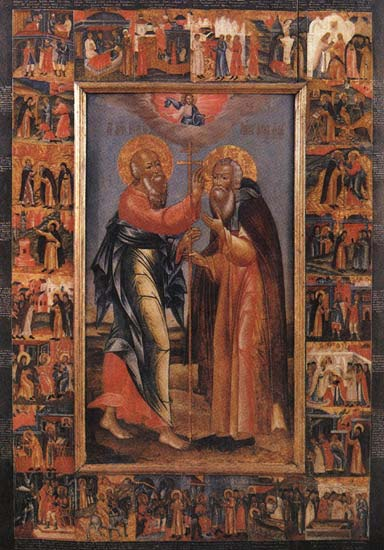
Saint Jean l'Évangéliste apparaît à saint Abraham de Rostov, icône du XVIIe siècle, musée de Rostov-le-Grand.

Saint Abraham of Rostov (Авраамий Ростовский), archimandrite de Rostov, dans le monde Abercius (Аверкий), est un saint orthodoxe russe né au Xe siècle à Tchoukhloma (aujourd'hui dans l'oblast de Kostroma), près de Galitch, et mort à Rostov le Grand. Il est considéré par nombre d'historiens comme le fondateur du monastère de l'Épiphanie-Saint-Abraham.

## Biographie
Abercius est un enfant de santé fragile. Il se convertit au christianisme dans sa jeunesse après avoir été guéri et soutenu par la prière. Il décide de devenir moine à Valaam  prenant le nom de religion d'Abraham. Il s'installe au bord du lac Nero, près de Rostov.
Juste à côté de sa skite se trouve un temple païen où les tribus locales vénèrent l'idole Vénès qui est fort crainte dans la région. L'hagiographie de saint Abraham met en évidence sa vision miraculeuse de l'apôtre Jean qui lui ordonne de détruire l'idole. Ensuite, Abraham érige un monastère à cet emplacement, dédié à l'Épiphanie : c'est l'actuel monastère de l'Épiphanie-Saint-Abraham. Puis il bâtit une église vouée à saint Jean. Dès lors, le saint moine prêche l'Évangile dans les environs et beaucoup de païens se convertissent.
À la demande des princes de Rostov, Abraham est élevé au rang d'archimandrite de son monastère.

## Mort et vénération
Abraham meurt très âgé et il est inhumé en l'église de l'Épiphanie par ses disciples. Ses reliques sont retrouvées sous le règne du prince Vsevolod le Grand Nid (1176-1212) D'après l'historien Evgueni Goloubinski, la canonisation du moine pour toute l'Église était déjà effective à l'époque de l'assemblée de Saint-Macaire en 1547-1549. La divine liturgie en l'honneur de saint Abraham de Rostov, inspirée de celle de saint Serge de Radonège, est mentionnée dans les manuscrits du XVe siècle.
Ivan le Terrible, avant de partir en campagne en 1551 contre le khanat de Kazan, fit un pèlerinage au monastère d'Abraham. Il prit le bâton du saint qui avait détruit l'idole et après sa victoire contre le khan le rendit au monastère en ordonnant d'y faire construire une église de pierre pour remplacer l'ancienne en bois en 1553-1555,.
Abraham de Rostov est fêté le 29 octobre dans le calendrier julien ou le 11 novembre dans le calendrier grégorien, pour le jour de l'invention de ses reliques. Il est fêté aussi le 23 mai, fête de la synaxe des saints de Kostroma et le 21 mai pour les saints de Carélie, ces deux dates étant dans le calendrier julien.

## Selon les historiens

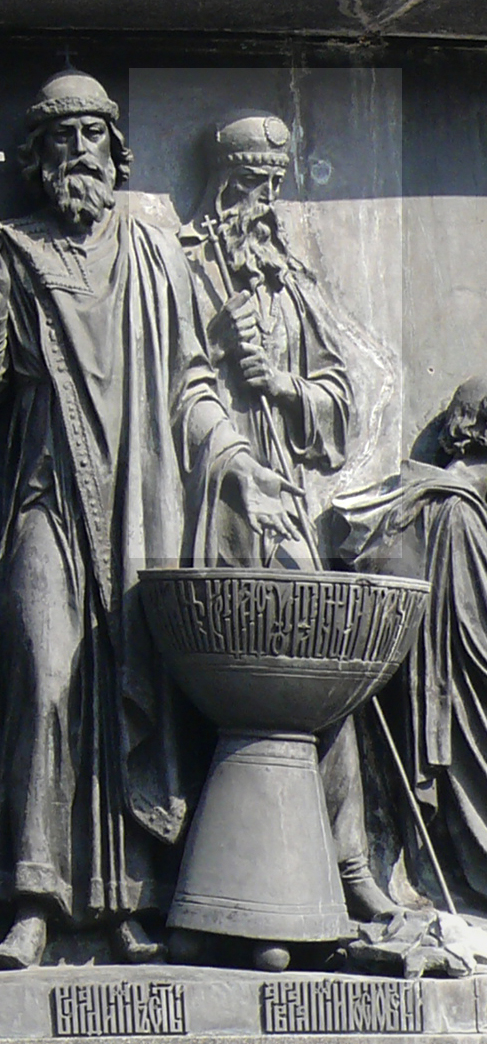
Abraham avec son bâton d'abbé, monument du Millénaire de la Russie à Novgorod.

L'hagiographie de saint Abraham indique l'année 1010 comme date de sa mort, mais la plupart des historiens en contestent la véracité. Karamzine indique qu'Abraham a été actif à Rostov sous le règne ou juste après le règne d'André Bogolioubski (vers 1111 – 1174). Klioutchevski met quant à lui en avant les dates de 1073-1077 concernant l'activité du moine à Rostov; Macaire (Boulgakov) se réfère à des dates qui précèdent l'année 1045 et Andreï Titov, à la fin du XIe siècle, alors que Philarète (Goumilevski) cite le début du XIe siècle.
Evgueni Goloubinski est même sceptique sur l'existence d'Abraham, qu'il rapporte plutôt à celle d'Abraham de Galitch dans le dernier quart du XIVe siècle; ce dernier étant un contemporain de Youri de Zvenigorod (né en 1374). Arsène Kadloubovski ne considère pas que le monastère de l'Épiphanie-Saint-Abraham ait été fondé par Abraham de Rostov et considère qu'il a vécu au XIVe siècle,.